# 兔子帮
《兔子帮》，是由中国大陆漫画家十九番（本名魏晨耕）创作的以搞笑与冒险为主题的多格故事漫画。
该作漫画从2007年2月开始，于漫友文化旗下杂志《漫画世界》连载，並在2008年8月开始出版單行本。漫画初期以搞笑轻松的单元剧为主，后随着主角与众兔子身世秘密的揭晓逐步转入正义与邪恶角力的主线剧情中。《兔子帮》漫画单行本由广东省出版集团新世纪出版社出版，截止至2015年1月已发行36册。
漫画於2012年起动画化，並分三季度播出。第一季及第二季分别於2012年、2015年在炫动卡通频道首播，而第三季於2017年在爱奇艺上线。

## 故事简介
在一個名為玉兔村的村落裡，生活著一群兔子。有一天，玉兔村陷入了能源危機，為解決能源危機，玉兔村的村長派出兔子“白枝”前往人类社會寻找失蹤多年的“嫦娥娘娘”。初到人類社會的白枝並不了解人類的生活習慣，到處碰壁。在一次偶然的事件中，白枝在無意間從流氓手中救下一位名為“小中”的人類小孩。為了報答白枝的解救之恩，小中將無處可去的白枝收留在自己家中。雖然白枝的到來為小中家增添了不少生气，但是他們不知道的是，有一股黑势力正漸漸以小中家為中心聚攏了起來……

## 登场人物

### 小中家
- 小中
- 大中（小中的爸爸）
- 红中（小中的妈妈，嫦娥）
- 铁枝（大中照着白枝的模样制造的机器人，当前正失忆中）

### 玉兔村
- 白枝

主角，毛枝的孙子，黑枝的弟弟
乾坤布：武
- 黑枝

白枝的哥哥，为了父亲和弟弟堕入暗月教
乾坤布：恶
- 绿枝

白枝的兄弟，喜欢吃鸡腿，心地善良，拥有十二生肖式神
乾坤布：爱
- 灰枝

玉兔村捕快，心胸狭窄但为人正直，拥有宝贝斩恶和圆月宝刀
乾坤布：正
- 雄枝

黑枝和白枝的爸爸，曾经被霸枝禁锢了半个灵魂，现已经恢复
乾坤布：英
- 牙枝

绿枝奶奶的学生，曾经为帮父母报仇进入过暗月教，加入了玉兔村特种部队
- 翼枝
- 刀枝
- 美枝

黑枝、白枝的妈妈，现在已去世
乾坤布:美

#### 长老
- 剑枝

灰枝的师傅，“玉兔一族”的刀圣，拥有宝物巨阙剑和血剑
乾坤布：剑
- 五枝

仁枝去世后玉兔村第一的驭术专家，拥有宝物五行手镯、光暗精灵、五行兽
乾坤布：沌
- 拳枝

黑枝的师傅，武功一般，被忍枝打伤后昏迷，现在已经苏醒，拥有宝物火云徽章
乾坤布：拳

### 暗月教
- 忍枝
- 墓枝
- 霸枝
- 蟹枝

### 鲁班公会
鲁大中（即大中）
鲁鹰
文曲
巨门
禄存
武曲
廉贞
破军
贪狼
拾荒老爷爷
鲁吉特

### 其他
- 琳琳
- 桃老师

## 单行本
1. ISBN 9787540537593
2. ISBN 9787540537593
3. ISBN 9787540539467
4. ISBN 9787540539467
5. ISBN 9787540537180
6. ISBN 9787540537180
7. ISBN 9787540541385
8. ISBN ?
9. ISBN 9787540542214
10. ISBN ?
11. ISBN 9787540542795
12. ISBN ?
13. ISBN 9787540543525
14. ISBN ?
15. ISBN 9787540544461
16. ISBN ?
17. ISBN ?
18. ISBN ?
19. ISBN ?
20. ISBN ?
21. ISBN ?
22. ISBN 9787540552848
23. ISBN 9787540553838
24. ISBN 9787540568108
25. ISBN 9787540570118
26. ISBN 9787540574994
27. ISBN 9787540579470
28. ISBN 9787540545918
29. ISBN 9787540557041
30. ISBN 9787540579951
31. ISBN 9787540547943
32. ISBN 9787540552770
33. ISBN 9787540585877
34. ISBN 9787540586539
35. ISBN 9787540587550
36. ISBN 9787540587611

## 获奖情况
第4届金龙奖最佳多格漫画